# Jacques Forget
Pour les articles homonymes, voir Forget.
Jacques Forget (né à Chiny le 6 janvier 1852, mort à Heverlee le 19 juillet 1933) est un prêtre catholique, philosophe, théologien et orientaliste belge, professeur à l'université catholique de Louvain.

## Biographie
Jacques Forget fait ses études au petit séminaire de Bastogne, puis au grand séminaire de Namur. Il est ordonné prêtre le 27 août 1876, et part ensuite faire des études supérieures de théologie à l'université de Louvain. Il y eut pour professeur le chanoine Thomas Joseph Lamy, qui enseignait l'Écriture Sainte et d'autre part l'hébreu et le syriaque. Développant un intérêt spécial pour les langues sémitiques, il choisit pour sa thèse de doctorat un sujet se rapportant à la littérature religieuse syriaque : De vita et scriptis Aphraatis Sapientis Persæ. Il est proclamé docteur et maître en théologie le 17 juillet 1882.
Il passe ensuite un an à Rome, où il suit les cours d'arabe de l'Université grégorienne, puis séjourne deux ans à Beyrouth, où il acquiert la maîtrise du dialecte arabe syrien. De retour à Louvain en juillet 1885, il y est nommé professeur extraordinaire, chargé de l'enseignement de l'arabe qui avait alors disparu de l'université depuis 1875.
En août 1886, il est chargé de l'organisation à Louvain d'un « Séminaire africain pour les stations et les missions de l'État indépendant du Congo, sous le vocable de saint Albert de Louvain » : il s'agissait d'une initiative du roi Léopold II (souverain de l'« État indépendant du Congo ») et du cardinal Goossens, archevêque de Malines. Cette structure de formation pour des missionnaires qui devaient être envoyés au Congo belge n'eut qu'une existence difficile et éphémère, puisqu'elle fut annexée dès mai 1888 à la congrégation de Scheut, le père Forget étant alors déchargé de ses fonctions. Entre-temps, six séminaristes seulement avaient été inscrits, et le père Forget, en plus de diriger la structure, leur enseignait l'arabe et des éléments des langues bantoues d'Afrique centrale ; dans ce dernier domaine, selon son propre aveu, il apprenait en même temps que ses étudiants, disposant notamment, à partir de 1887, du Dictionary and Grammar of the Kongo Language du missionnaire baptiste anglais William Holman Bentley et de son assistant congolais Nlemvo (Londres, Baptist Missionary Society, 1887).
Le 14 août 1888, le père Forget est nommé chanoine de la cathédrale Saint-Aubain de Namur. Le roi Léopold II le fait aussi commandeur de l'Ordre de Léopold et grand officier de l'Ordre de la Couronne.
La même année, il devient professeur ordinaire de l'Université de Louvain. Il continue (jusqu'à la fin de sa carrière) à y enseigner l'arabe, et y fut de plus chargé de l'exposé du dogme catholique pour les étudiants laïcs, puis (1891) d'un cours de théologie fondamentale, puis (de 1893 à 1899) d'un cours sur la philosophie des Arabes et son influence sur la scolastique occidentale, et en 1894 d'un cours de philosophie morale. En 1900, il succéde à Thomas Joseph Lamy pour l'enseignement du syriaque. En 1921, il abandonna l'enseignement de la théologie et ajouta à ses cours d'arabe et de syriaque le cours supérieur d'hébreu. Il poursuit son activité d'enseignement jusqu'en 1932.
Il publie de nombreux articles dans des revues de théologie et de philosophie catholiques (la Revue néo-scolastique, la Revue apologétique, la Revue d'histoire ecclésiastique, les Ephemerides Theologicæ Lovianenses, dont il fut un des fondateurs et directeurs...), et collabore à plusieurs encyclopédies (le Dictionnaire apologétique de la foi catholique de l'abbé Jean-Baptiste Jaugey, le Dictionnaire de théologie catholique de l'abbé Alfred Vacant, la Catholic Encyclopedia...). Il a également publié en 1906, à partir de ses cours, un ouvrage intitulé Principes de philosophie morale.
Dans le domaine des études arabes, deux de ses publications se distinguent : d'une part, l'édition critique du Livre des directives et remarques d'Avicenne, d'après des manuscrits de Berlin, de Leyde et d'Oxford (Leyde, E. J. Brill, 1892 ; en arabe, avec traduction d'un chapitre) ; d'autre part, le Synaxarium Alexandrinum de l'Église copte (quatre volumes, de 1905 à 1926, dans la collection Corpus Scriptorum Christianorum Orientalium). À partir de 1913, il assume le secrétariat de la section arabe de cette collection (confiée aux universités catholiques de Louvain et de Washington).